# Marie-Jeanne L'Héritier de Villandon
Marie-Jeanne L’Héritier de Villandon, née le 12 novembre 1664 à Paris où elle est morte le 24 février 1734, est une romancière, une poétesse et auteure de conte de fées française.

## Biographie
Fille de l’homme de lettres, Nicolas L’Héritier de Villandon, né vers 1613 à Paris, mort en 1680, qui, après avoir servi dans les mousquetaires et les gardes-françaises, devint historiographe du roi, Marie-Jeanne L’Héritier de Villandon était « une savante issue d’une famille d’érudits qui s’est entourée de gens mondains et précieux » : nièce de Charles Perrault et amie de Madeleine de Scudéry, Marie-Catherine d'Aulnoy et d’Henriette-Julie de Murat, elle a appartenu au mouvement des Précieuses,. Elle a rédigé beaucoup de bout-rimés et quatre contes de fées, Finette ou l'Adroite Princesse, Ricdin-Ricdon, la Robe de sincérité et Les Enchantements de l'Éloquence (1696), un an avant Les Fées (1697) de son « oncle » Charles Perrault (Charles Perrault était en réalité le cousin germain de sa mère, donc son cousin au 3e degré. Il était donc son oncle « à la mode de Bretagne » ), avec qui elle échangeait sur leurs travaux de création, une autre version du même conte.
À la différence de nombre de ses consœurs, dont la vie désordonnée a pu prêter le flanc à la critique, ses mœurs étaient inattaquables, vivant des revenus de ses travaux littéraires et des libéralités de Marie de Nemours, duchesse de Longueville (dont elle a publié les mémoires) et de la duchesse d’Épernon (à qui elle a dédié son conte les Enchantements de l’éloquence, dans les Œuvres meslées, son premier ouvrage datant de 1695). Madeleine de Scudéry, qui, comme elle, ne s’était jamais mariée, lui a servi de mentor et lui a légué, en 1701, son salon où, en dépit de son peu de moyens, tout le monde se pressait. Bien qu’elle se dise précurseur dans le genre du conte des fées, elle y eut, au contraire de certaines de ses consœurs, très peu recours dans ses propres contes. Elle contribua aux premiers pas du médiévalisme français avec son recueil La Tour ténébreuse (1706). Dans ce recueil de conte qui témoigne de son intérêt pour le Moyen Âge et sa littérature, elle met en scène le prince-poète Richard Cœur de Lion et le trouvère Blondel de Nesle.
Vers la fin de la vie, L’Héritier traduisit des Épîtres héroïques d’Ovide en 1728. 
Ayant reçu le triple prix des Lanternistes de Toulouse et le prix de l’Académie des Palinods de Caen, elle fut reçue à l’Académie des Jeux floraux de Toulouse en 1696 et à l’Académie des Ricovrati de Padoue en 1697. À sa mort, le Journal des sçavans lui consacra une nécrologie de six pages, distinction habituellement réservée seulement aux intellectuels de grand renom, et mentionne qu'elle avait reçu le surnom de Télésille, Madeleine de Scudéry portant celui de Sapho.

## Œuvres

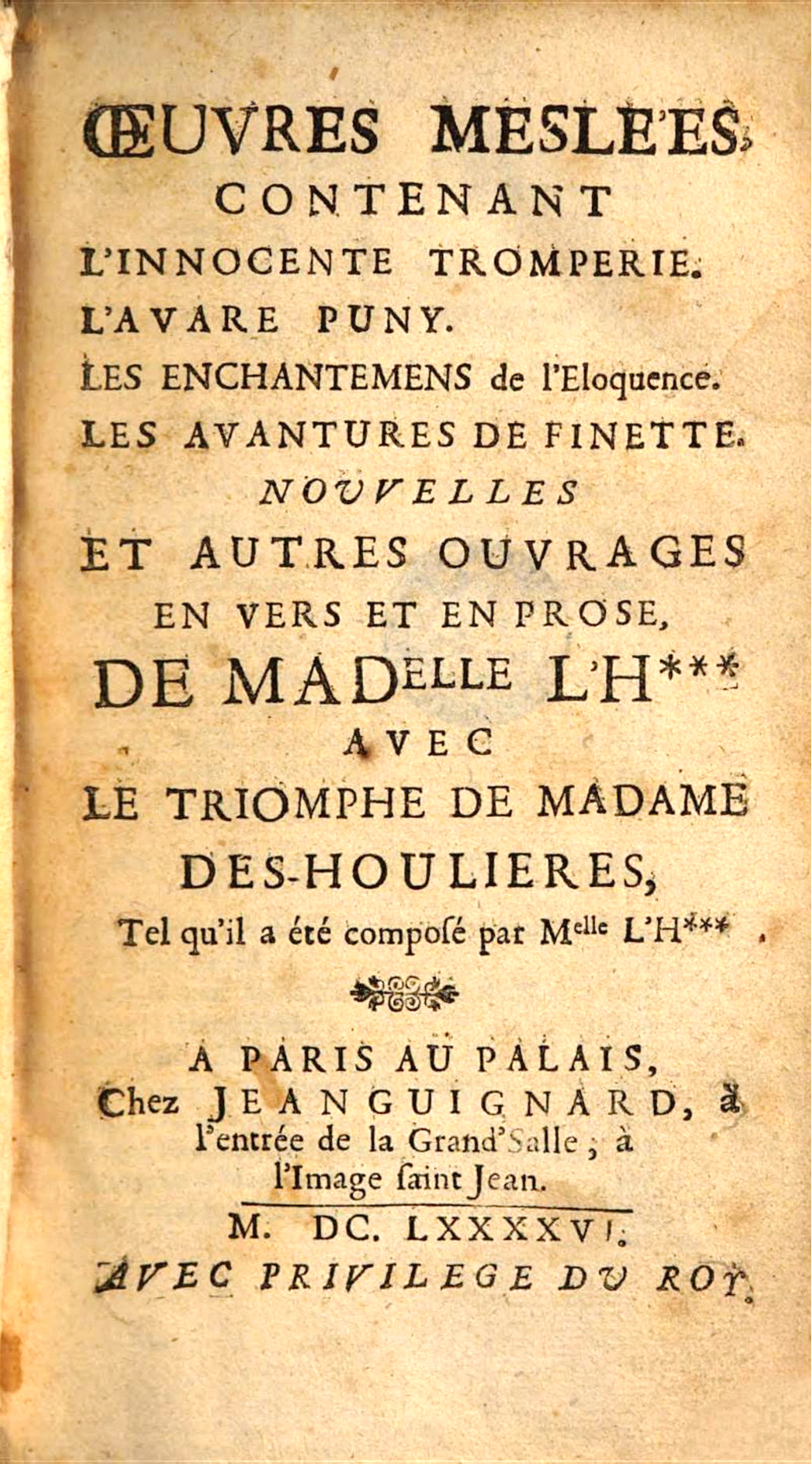
Page de titre de l’édition originale des Œuvres Meslees (1696).

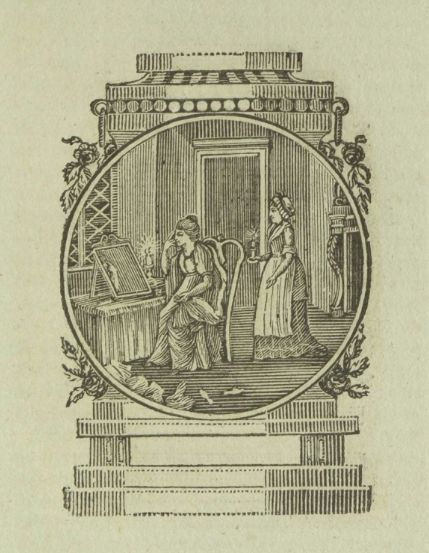
Gravure de l’Adroite Princesse, collection de la Bibliothèque publique de Toronto.

- Œuvres meslées : contenant L’innocente tromperie, L’avare puny, Les enchantemens de l’eloquence, Les avantures de Finette : nouvelles et autres ouvrages en vers et en prose  (avec Le Triomphe de Madame Des-Houlieres, tel qu’il a été composé par Mlle L’H***), Paris, Jean Guignard, 1695, 420 p., 28 cm (OCLC 703274324, lire en ligne).
- La Tour ténébreuse et les jours lumineux : contes anglois, Amsterdam, Jacques Desbordes, 1706, 192 p. (lire en ligne).
- Les Caprices du destin : ou Recueil d’histoires singulières et amusantes arrivées de nos jours, Paris, Pierre-Michel Huart, 1718 (lire en ligne).

## Rééditions modernes
- Contes : Mademoiselle L’Héritier, Mademoiselle Bernard, Mademoiselle de La Force, Madame Durand, Madame d'Auneuil  (Édition critique établie par Raymonde Robert), Paris, Honoré Champion, coll. « Bibliothèque des Génies et des Fées », 2005, 776 p. (ISBN 978-2-7453-0980-8, OCLC 891668777, lire en ligne).
- Histoire de la marquise-marquis de Banneville, Joan DeJean (éd.), New York, Modern Language Association of America, 2004  (ISBN 0873529316)[12]
- Marmoisan ou La Fille en garçon, Éd. Catherine Velay-Vallantin, Carcassonne, GARAE/Hésiode, 1992  (ISBN 2906156205)
- Les Fées, contes des contes, Genève, Slatkine Reprints, 1978.

## Traductions
- Les Épîtres héroïques d'Ovide, traduites en vers françois, Paris, Brunet fils, 1732.